# Respomuso
Respomuso, en ocasiones erróneamente llamado Respumoso, es el nombre de un ibón del Pirineo Aragonés, recrecido artificialmente a mediados del siglo XX por medio de una gran presa de hormigón. La obra fue en su época todo un alarde de la ingeniería, tanto por su grandeza como por lo complejo de su ubicación, aunque la polémica por el impacto ecológico y paisajístico que causó su levantamiento sigue vigente desde entonces.

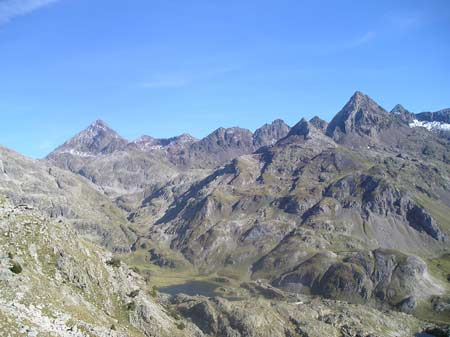
Circo de Piedrafita

## Geografía
El embalse abarca en la actualidad una superficie de 72 hectáreas y es capaz de alojar hasta 17,2 hectómetros cúbicos de agua. Está situado en el término municipal de Sallent de Gállego (Valle de Tena), a unos 2100 metros de altitud y ocupando el cono de deyección del abrupto Circo de Piedrafita. Lo rodean los picos de Fondellas (3071 m), Cristales (2890 m), Forqueta (2743 m), Musales (2645 m) y Balaitous (3144 m). Se establece éste como el lugar de nacimiento del río Aguas Limpias, afluente del Gállego.
Junto al embalse se levanta el refugio de Respomuso, refugio de montaña a 2200 metros de altitud. También se encuentra una ermita dedicada a la Virgen de las Nieves.